# 市庭古墳
市庭古墳（いちにわこふん）は、奈良県奈良市佐紀町塚本・市庭にある古墳。形状は前方後円墳。佐紀盾列古墳群を構成する古墳の1つ。
実際の被葬者は明らかでないが、宮内庁により「楊梅陵（やまもものみささぎ）」として第51代平城天皇の陵に治定されている。
佐紀盾列古墳群の東群に属し、その中でも西端に位置する。前方後円墳であるが前方部は消滅し、現在残っているのは後円部の一部のみである。

## 概要

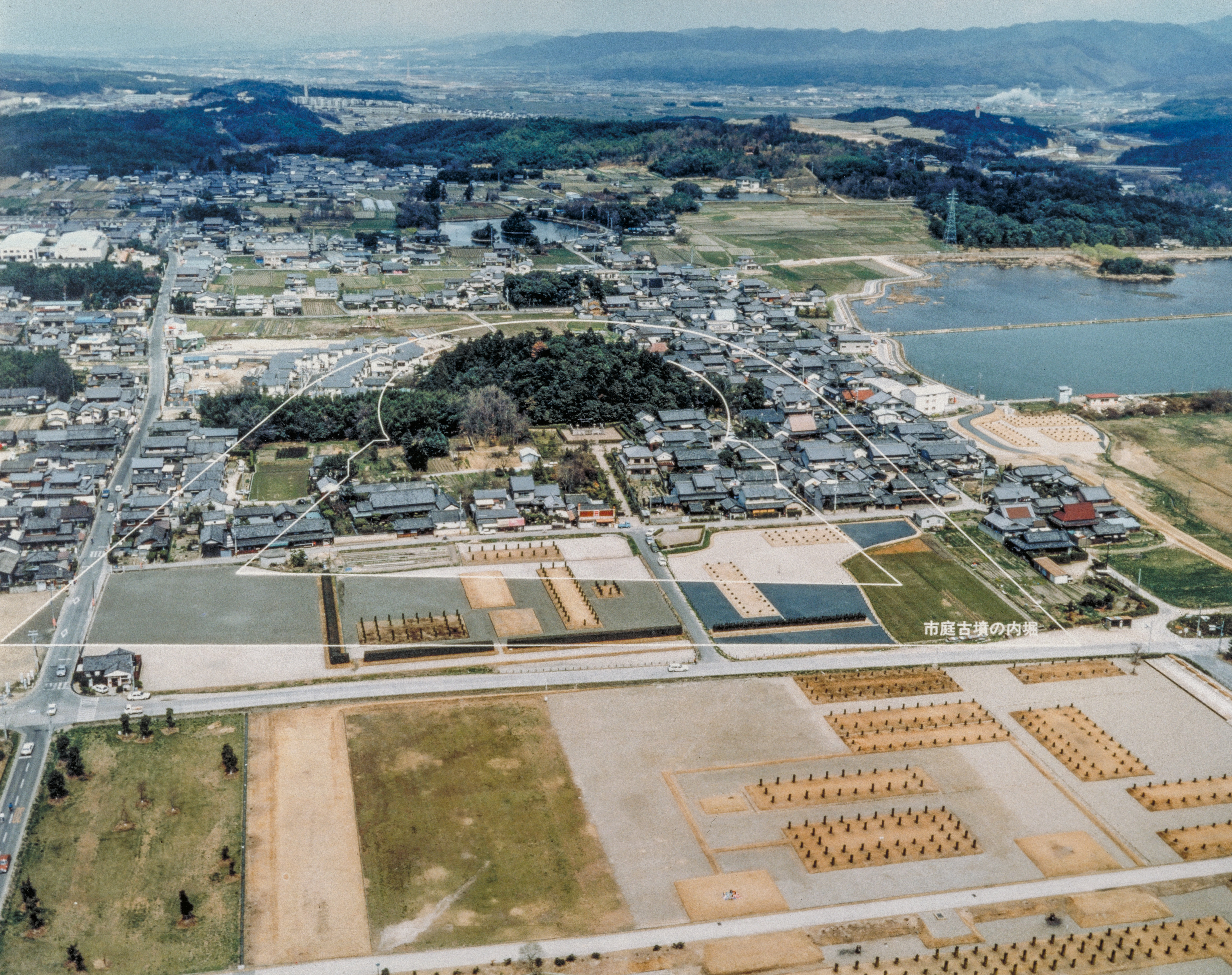
破壊された箇所の想像図。奈良文化財研究所作成。

平城宮大極殿跡のすぐ北に隣接しており、かつては直径100メートル超の最大級の円墳と思われていた。しかしその後の発掘調査で前方部が平城宮建設のさいに削平されており、本来は墳丘の全長253メートル 前方部の幅164メートル 後円部の直径147メートルの前方部を南に向けた前方後円墳であることが判明した。葺石、くびれ部分両側の造り出し、二重濠の一部分なども確認されている。
同古墳と同様に平城宮建設の際に破壊された古墳としては、第2次大極殿跡の下に位置する神明野古墳（全長117m）がある。
後円部の中心部分は宮内庁により平城天皇陵に指定されている。

## 築造時期
円筒埴輪、動物埴輪などが出土している。築造時期は古墳時代中期前半（5世紀前半）と見られている。

## その他
平城京の建設以前から存在した市庭古墳が、平安時代の人物である平城天皇のために造られた古墳でないことは明らかで陵墓の治定に否定的な意見が多い。現在の治定が正しいとするなら、平城天皇には新たな陵墓が造られず既存の古墳に追葬されたことになる。なお、平城天皇の伝記を執筆した春名宏昭は流用された可能性を考慮した記述をしている。
今尾文昭は延喜式に垂仁天皇陵として記される菅原伏見東陵を当古墳に、同書に安康天皇陵として記される菅原伏見西陵を宝来山古墳に比定し、平安時代当時の認識が江戸時代以降に行われた治定とは異なるものであった可能性を指摘している。